# 饒平名悠斗
饒平名 悠斗（よへな ゆうと、2000年9月23日 - ）は、ラグビーユニオン選手。

## 略歴
沖縄県沖縄市出身。5歳からラグビーを始めた。
コザ高校時代、高校日本代表候補に選ばれた。
2019年、日本大学に入る。
2023年、三重ホンダヒートに加入。
2024年9月15日(日)午前7時ごろ、道路交通法違反（酒気帯び運転）で検挙された選手の車に同乗していた。三重ホンダヒートは、饒平名に対し譴責（けんせき）とチーム対外活動参加禁止6か月間の処分を行った。
2025年5月31日、三重ホンダヒート退団を発表。